# Ptilostemon hispanicus
Ptilostemon hispanicus es una planta herbácea de la familia de las asteráceas.

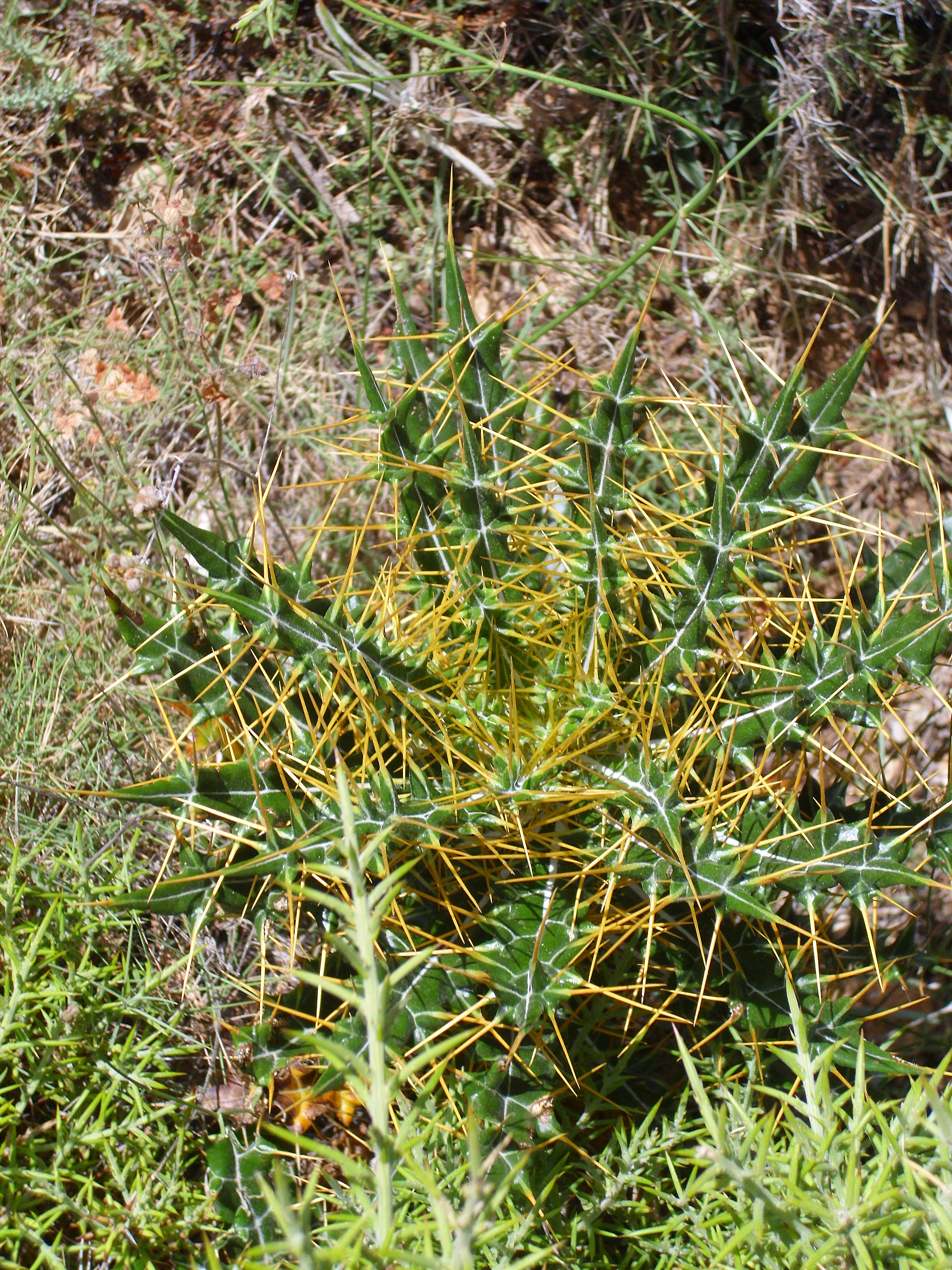
Planta

## Descripción
Planta herbácea, perenne, de hasta 1 m de alto, con la base leñosa. Tallo erecto, tomentoso de blanco, sin alas. Hojas alternas, coriáceas, de color verde oscuro por el haz y con el envés densamente tomentoso de blanco, ovaladas hasta lanceoladas, lobuladas o sinuosamente dentadas, con espinas de 1-2 cm de largo, fuertes, amarillentas, en número de 2-4 formando más o menos grupos. 
Cabezuelas de 2,5-4 cm de ancho, pedunculadas, varias de ellas formando un corimbo terminal. Brácteas involucrales en varias capas, con puntas largas, separadas, tiesas, punzantes. Todas las flores tubulares, profundamente pentalobadas de 22-32 mm de larg, púrpuras. Frutos (aquenios) lisos, de color marrón grisáceo, de 4-5,5 mm de largo. Corona de pelos con cerdas de 16-25 mm de largo, caedizos, en varias hileras, blancos.

## Distribución y hábitat
España meridional. Habita en lugares rocosos, calcáreos, pedregosos y arenosos.

## Taxonomía
Ptilostemon hispanicus fue descrita por (Lam.) Greuter y publicado en Boissiera 13: 146 (1967)
Citología
Número de cromosomas de Ptilostemon hispanicus (Fam. Compositae) y táxones infraespecíficos: n=16
Sinonimia
- Carduus hispanicus Lam.
- Chamaepeuce hispanica (Lam.) DC.
- Cirsium hispanicum (Lam.) Lag.
- Cirsium hispanicum (Lam.) Pau[4]

## Nombres comunes
- Castellano: cabeza de polla, cabeza de pollo, cardo montés de Jaén, cardo perruno, cardo prieto, cardo sanjuanero, cardo yesquero, yesca.[5]